# 巴爾波亞公園 (聖地牙哥)
巴尔波亚公园（英語：Balboa Park）是美国加利福尼亚州圣迭戈的一座1,200-英畝（490-公頃）的城市公园。公园内有一些开放绿地、植物园、绿带、公园、小径，也有一些博物馆、剧院以及著名的圣迭戈动物园。公园内也有一些休闲设施、礼品店和餐馆。巴尔波亚公园所在的位置自1835年开始被保护下来，这也是美国最古老的休闲用地之一。目前，巴尔波亚公园由圣迭戈市公园和娱乐部管理。
巴尔波亚公园以西班牙征服者巴斯克·努涅斯·德·巴尔波亚命名，此地举办了1915年巴拿马-加利福尼亚博览会和1935-36年加利福尼亚太平洋国际博览会，两届博览会都在公园内留下了许多建筑物。1977年，巴尔波亚公园和建筑被列入美國國家歷史名勝和美国国家历史地标区域，亦被收录进國家史蹟名錄中。